# Tam Đài

Tam Đài chữ Hán giản thể: 三台县, Hán Việt: Tam Đài huyện) là một huyện thuộc địa cấp thị Miên Dương, tỉnh Tứ Xuyên, Cộng hòa Nhân dân Trung Hoa. Huyện Tam Đài có diện tích 2,660.58 km2, dân số 1.470.000 người, trong đó dân số phi nông nghiệp là 140.000 người. Huyện này là nơi sinh sống của 11 cộng đồng dân tộc: Hán, Hồi, Tạng, Khương, Mãn...
Tam Đài có độ cao trung bình 450 m so với mực nước biển, điểm cao nhất là ở trấn Long Thụ với độ cao 672 m. Huyện Tam Đài có 94,3% diện tích là đồi núi.